# Zelkermolen
De Zelkermolen is een watermolen op de Velpe, gelegen aan de Zelemstraat 7 in het Halense gehucht Zelk. De molen fungeerde als korenmolen.

## Geschiedenis
Reeds in 1322 werd melding gemaakt van een molen op deze plaats. Het was een banmolen, toebehorend aan het Sint-Jansbergklooster dat zich te Zelem bevond. Aangezien ook in Halen enkele molens stonden die toebehoorden aan de heren van Halen, gaf dit problemen, aangezien ook dit banmolens waren. In 1411 werden de boeren ontslagen van de verplichting om hun graan in Halen te laten malen.
De molen werd herhaaldelijk herbouwd. In 1902 werd ze uit wraak in brand gestoken door een bedelaar die weggezonden werd bij de molen. Het huidige gebouw dateert van 1904, toen de molen was herbouwd. In 1945 werd de molen nog vergroot. Omstreeks 1960 werd een elektromotor geïnstalleerd.
De molen, sinds 1853 in bezit van de familie Decoster, werd in 1976 buiten bedrijf gesteld maar werd sindsdien goed onderhouden. In 2008 werd een vistrap aangelegd.

## Gebouw
Het sluiswerk is nog aanwezig, maar de sluis werd in 1975 verwijderd. De molengebouwen zijn in baksteen uitgevoerd. Het metalen onderslagrad, van omstreeks 1940, is nog aanwezig, maar het is vastgemetseld en kan niet meer draaien. Het binnenwerk is echter nog aanwezig.
- Inventaris van het Bouwkundig Erfgoed (Vlaanderen): 21801